# Жоффруа I де Лузиньян

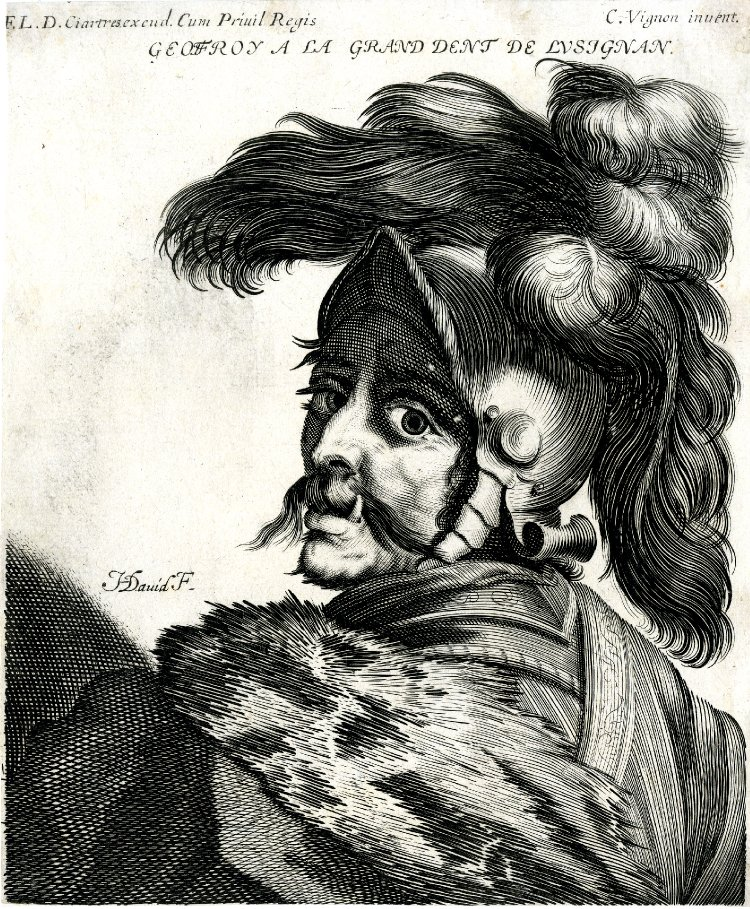
Жоффруа I Лузиньян, гравюра Жерома Давида по рисунку Клода Виньона

Жоффруа I де Лузиньян (фр. Geoffroy de Lusignan; ранее 1150 — май 1224) — сеньор Монконтура, граф Яффы и Аскалона.

## Биография
Жоффруа родился в семье аквитанских Лузиньянов. Он был сыном Гуго VIII де Лузиньян, графа Ла Марш, и его жены, Бургонь де Ронсан, от которой Жоффруа унаследовал владение Монконтур. Был братом Ги и Амори Лузиньянов.
Как и большинство Лузиньянов, Жоффруа был врагом английских Плантагенетов. В 1168 году Лузиньяны поднимают мятеж против короля Англии Генриха II и убивают его советника Патрика Солсберийского. В 1173 году Жоффруа поддерживает тогда ещё герцога Ричарда против его отца, Генриха II. Однако в 1183 году Лузиньян объединяется уже с молодым королём Генрихом, виконтом Лиможа Адемаром V и своим кузеном Жоффруа V де Рансон против Ричарда Львиное Сердце. Война эта, впрочем, закончилась в том же году со смертью молодого короля. Жоффруа Лузиньян был вынужден присягнуть королю Ричарду.
Чтобы искупить участие в мятеже, Жоффруа должен был принять участие в третьем крестовом походе, в который выступал Ричард Львиное Сердце. В 1188 году Жоффруа приплывает в Палестину. К этому времени королём Иерусалимским становится брат Жоффруа, Ги де Лузиньян. Впрочем, к 1188 году Ги, разбитый арабами под Хаттином в 1187 году, утративший Иерусалим и выкупленный из плена, находился в лагере крестоносцев, осаждавших Акку.
Жоффруа проявил себя храбрым и искусным рыцарем, особенно при отражении сарацинов при нападении на лагерь крестоносцев 4 октября 1189 года и завязавшемся при этом сражении. После взятия Акки ему 28 июля 1191 года было пожаловано графство Яффа и Аскелон. Впрочем, к этому времени его территория ещё находилась в руках у мусульман и была освобождена от них позже Ричардом Львиное Сердце, ставшим в Палестине союзником Лузиньянов.
В 1193 году Жоффруа передаёт графство Яффы и Аскелона своему брату Амори и уезжает во Францию. Вернувшись на родину, он сразу же включается в борьбу с Плантагенетами — на этот раз с королём Иоанном Безземельным, который похитил у его родственника Гуго невесту, красавицу Изабеллу Ангулемскую. В этой ситуации Лузиньянов поддержал даже король Франции Филипп II Август. В 1202 году Жоффруа, вместе с Гуго IX де Лузиньян и принцем Артуром Бретонским, выступил против замка Миребо в Пуату, где находилась королева-мать Элеонора Аквитанская, и осадил её там. Выступившего на выручку матери короля Иоанна Лузиньяны не восприняли всерьёз, а потому на рассвете 31 июля 1202 года были королевскими войсками разгромлены и взяты в плен. Впрочем, все трое вскоре были Иоанном отпущены. Король рассчитывал привлечь таким образом французскую аристократию на свою сторону. Однако Жоффруа продолжал участвовать в мятеже, особенно активно после убийства в 1203 году принца Артура.

## Брак и семья
Жоффруа I де Лузиньян был женат дважды — первым браком на Эсташ де Шабе, от которой получил владения Вувен и Мервен. В этом браке у него родился сын, Жоффруа II де Лузиньян. После смерти Эсташ Жоффруа берёт в жёны Умберж де Лимож, дочь Лиможского виконта Адемара V, от которой родился сын Вильям де Лузиньян.